# Tom Gurl Four
TG4 (Tomgirls Forever) foi um girl group americano de R&B, formado por quatro integrantes: Keisha Henry, Davida Williams, Amber (Ambee) Streeter sendo Sevyn Streeter e Ashley Gallo.
O grupo foi montado por Chris Strokes e foi assinado pelo T.U.G. Entertainment, onde Stokes serviu como seu empresário musical.
O maior single da meninas foi "Virginity", que alcançou o número 88 nos gráficos musicais de R&B da Billboard em 2002.

## Performances e aparições
TG4 teve performances notáveis nas turnês Soul Train e Scream II com Lil' Bow Wow e B2K. Além disso, o grupo tinha participado especialmente no videoclipe em "Ain't No Need" dos IMx e no video de "Why I Love You" dos B2K.

## Discografia

### Álbuns
| Informação |
| --- |
| Time for the New - Lançamento: Shelved - Posições nos gráficos: - - Certificações RIAA: N/A - Vendas nos EUA: - |

## Singles
| Ano  | Single         | Posições nos gráficos | Posições nos gráficos | Posições nos gráficos | Posições nos gráficos |
| Ano  | Single         | Hot 100               | R&B                   | Vendas de Hot Singles | Vendas R&B Singles    |
| ---- | -------------- | --------------------- | --------------------- | --------------------- | --------------------- |
| 2002 | "Virginity"    | -                     | 88                    | 5                     | 3                     |
| 2002 | "2 Minutes"    | -                     | -                     |                       |                       |
| 2004 | "It's A Party" | -                     |                       |                       |                       |